# Patounage
Pour les articles homonymes, voir Pétrissage.
Le patounage (ou pétrissage) est un comportement chez le chat consistant à malaxer un objet, généralement moelleux, avec ses pattes avant.
D'autres félins pratiquent aussi le pétrissage, entre autres le tigre et le lion.

## Description
Le patounage est l'action de pétrir ou malaxer, griffes à demi sorties ou non, une surface molle comme une couverture ou un pull over ou directement une partie du corps humain. Les chats peuvent accomplir ce mouvement rythmique avec leurs deux pattes avant ou les quatre pattes en même temps ; ils peuvent patouner alors qu'on les caresse ou sans stimulation et ronronner pendant le patounage ou pas.

## Signification
Ce comportement est inné chez le chat. En effet, à la naissance, ce geste lui permet de stimuler la montée de lait de sa mère, en poussant des coussinets régulièrement contre les mamelles, ce qui l'aide à téter.
Une fois adulte ou adolescent, le chat utilise un support qui lui rappelle sa mère, tel qu'un plaid, une couverture ou un tapis douillet, ou une partie molle du corps humain. Le patounage peut alors avoir plusieurs significations.
Cela peut être un geste de bien-être, permettant au chat de se défaire de son stress, l'animal le pratiquant en général seulement en présence des personnes en qui il a confiance. Un chat qui se sent bien le réalise d'une à dix fois par mois.
Le geste étant associé pour le chat à son bien-être, il peut commencer à patouner lorsqu'on le caresse. Le fait de se trouver sur un être humain n'empêche pas de pétrir.
D'autres explications ont été avancées pour ce comportement : il se pourrait que le patounage provienne de l'instinct qu'avaient les chats avant leur domestication de malaxer une surface pour l'assouplir avant de s'y installer pour se reposer, ou que les chats utilisent ce mouvement pour marquer leur territoire grâce aux glandes odoriférantes, nombreuses au niveau des coussinets,. Une autre théorie est que le geste répétitif permet de délier les muscles du chat en utilisant la surface sur laquelle il patoune pour tirer et donc étirer des muscles endoloris. Le patounage peut également être associé à des comportements reproductifs, notamment chez les femelles en chaleur. Lorsqu'une chatte est en période de chaleur, elle peut manifester de l'agitation, une augmentation des vocalisations, et parfois, un comportement accru de patounage.
Néanmoins, un chat qui patoune plus d'une fois par jour peut être en situation de stress important. Cela peut devenir un « tétouillage » qui peut vite virer au pica, un trouble du comportement alimentaire du chat qui mange alors des produits non comestibles.

## Risque
Lorsque le chat patoune sur un être humain, ce comportement peut être assez douloureux pour l'humain, en particulier si le chat a sorti ses griffes, voire lui provoquer des zoonoses si les griffes induisent des plaies.

## Terminologie
En anglais, l'expression make biscuits (littéralement « faire des biscuits »), ou plus rarement make muffins ou make bread,, peut être utilisée de manière idiomatique pour désigner le patounage, reprenant l'idée de pétrir (knead, terme également utilisé), comme si le chat pétrissait une pâte à biscuits, à muffins ou à pain.
D'autre part, plusieurs langues désignent le patounage par des expressions faisant référence au lait : danza del latte en italien (litt. « danse du lait ») et Milchtritt en allemand (litt. « coup de patte lactéal »). L'expression « danse du lait » est parfois utilisée en français aussi,.

## Félins non domestiques
Des félins non domestiques pratiquent aussi le geste du patounage, c'est ainsi le cas du chat sauvage, du tigre, du lion.
Une vidéo sur YouTube présente un chat sauvage d'Afrique sauvé qui ronronne et patoune sur un ours en peluche, illustrant que ce comportement peut être présent chez d'autres espèces félines.
Le National Tiger Sanctuary de Chestnutridge (en) dans le Missouri aux États-Unis a partagé une vidéo montrant des grands félins, tels que des tigres, effectuant ce comportement, similaire à celui des chats domestiques.
Cependant les données concernant le patounage chez les félins non domestiques et les grands félins sont limitées.